# Кержаков Михайло Анатолійович
Михайло Анатолійович Кержаков (рос. Михаил Анатольевич Кержаков, нар. 28 січня 1987, Кінгісепп) — російський футболіст, воротар клубу «Зеніт».

## Клубна кар'єра

### Ранні роки
Народився 28 січня 1987 року в місті Кінгісепп. Спочатку займався різними видами спорту, зокрема кікбоксингом і карате. У віці 7 років пішов у футбольну секцію Василя Івановича Бутакова. У футбольній школі «Зеніт», де вже навчався брат Олександр, Михайло став воротарем.

### «Зеніт» та оренди
Зі школи був узятий в дубль «Зеніту» з літа 2004 року, де незабаром став першим воротарем. У 2008 році був орендований «Волгою» (Ульяновськ), в якій того року взяв участь у 21 матчі Першого дивізіону ПФЛ, але не врятував команду від вильоту до третього за рівнем дивізіону країни.
Наступний сезон знову провів в оренді — у клубі «Волгар-Газпром» (Астрахань), з яким раніше «Зеніт» підписав договір про співпрацю. Тут Кержаков теж провів один сезон, зігравши 17 ігор Першого дивізіону ПФЛ.

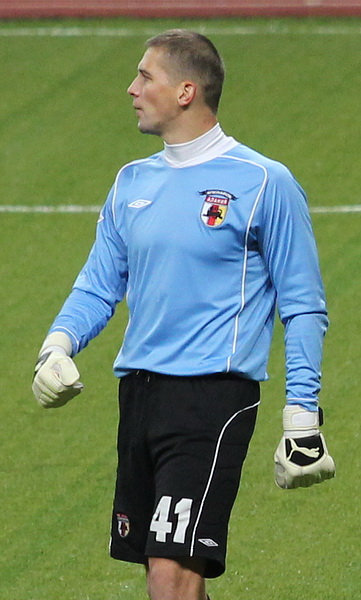
Михайло Кержаков під час виступів за «Аланію». 2010 рік.

У 2010 році був орендований владикавказькою «Аланією», і умови оренди не забороняли йому грати проти «Зеніту». Гравець і сам був зацікавлений у цій угоді, оскільки шансів пробитися в основу, після появи у складі «Зеніту» білоруса Юрія Жевнова, у нього не залишилося. 25 квітня 2010 року відбувся його дебют у Прем'єр-лізі в матчі з «Ростовом», який закінчився перемогою «Аланії» 1:0. 10 травня 2010 «Аланія» приймала московський «Спартак» і розгромила його з рахунком 5:2. Кержаков відстояв весь матч, а на 90-й хвилині парирував одинадцятиметровий удар у виконанні Веллітона. У матчі другому колі в Москві він також не дозволив відзначитися Ібсону. 1 листопада в гостьовому матчі з «Зенітом» (0:3) пропустив два м'ячі від свого старшого брата Олександра Кержакова. після повернення з оренди не став укладати новий договір з «Зенітом».

### «Волга» та «Анжі»
27 грудня 2010 року у статусі вільного агента перейшов у «Волгу» з Нижнього Новгорода, підписавши контракт на 2 роки. 22 жовтня 2012 року в матчі з «Крилами Рад» (1:0) відбив пенальті на 87 хвилині. Загалом у Нижньому Новгороді за два сезони він провів 31 матч у Прем'єр-лізі.
19 червня 2013 року став гравцем «Анжі», уклавши з махачкалінським клубом довгострокову угоду. За підсумками першого сезону 2013/14 Кержаков з командою вилетів з Прем'єр-ліги, але наступного посів 2 місце і повернувся до елітного дивізіону. За два роки в Махачкалі він провів 23 матчі у вищому та 32 у другому дивізіоні.

### Повернення в «Зеніт»
16 червня 2015 року було оголошено, що Кержаков повернувся в «Зеніт», контракт був розрахований на 4 роки. Дебютував у складі клубу 23 вересня в гостьовому матчі 1/16 фіналу Кубка Росії проти тверської «Волги» (3:0). 29 вересня відіграв домашній матч Ліги чемпіонів проти «Гента» (2:1). 3 жовтня дебютував у чемпіонаті Росії, відстоявши домашню гру з «Ростовом» на «нуль» У чемпіонаті 2016/17 дебютував у домашньому матчі 5 туру проти «Амкара» (3:0), у цій же грі вперше зіграв разом з братом Олександром у складі «Зеніту».
10 лютого 2017 року перейшов до клубу Прем'єр-ліги «Оренбург» на правах оренди до кінця сезону.. Зігравши у 5 матчах, він не зумів допомогти команді зберегти прописку в еліті. Після закінчення оренди повернувся в петербурзький клуб, де знову був запасним воротарем.
В кінці сезону 2019/20 основний воротар пітерців Андрій Луньов отримав травму і Кержаков став першим номером команди, вигравши чемпіонський титул, а потім і Суперкубок Росії, після чого залишився основним воротарем і у сезоні 2020/21. Станом на 24 січня 2021 року відіграв за санкт-петербурзьку команду 36 матчів в національному чемпіонаті.

## Виступи за збірну
Протягом 2007—2008 років залучався до складу молодіжної збірної Росії. На молодіжному рівні зіграв у 3 офіційних матчах і пропустив 2 голи.

## Титули і досягнення
- Чемпіон Росії (6):

«Зеніт»: 2018–19, 2019–20, 2020–21, 2021–22, 2022–23, 2023–24
- Володар Кубка Росії (2):

«Зеніт»: 2019–20, 2023–24
- Володар Суперкубка Росії (7):

«Зеніт»: 2015, 2016, 2020, 2021, 2022, 2023, 2024

## Особисте життя
Батьки — Анатолій Рафаїлович, в минулому футболіст, грав у другій радянській лізі за «Хімік» (Дзержинськ), і Тетяна Веніамінівна. Брат — Олександр Кержаков, також професіональний футболіст, найкращий бомбардир в історії російського футболу. Є син Іван.